# Vico Caprário
Vico ou Aclive Caprário (em latim: Vicus Caprarius) foi uma antiga via da cidade de Roma mencionada numa bula papal do papa Pascoal II (r. 1099–1118) datada de 1104 e provavelmente numa bula falsa do papa João III (r. 561–576) datada do século XII. Sua localização é incerta, embora provavelmente tenha partido da Água Virgem e o Campo de Agripa. Alguns pavimentos provenientes da atual Via Lucchesi provavelmente pertenceram ao vico.
Segundo Filippo Coarelli e Lawrence Richardson Jr., o Vico Caprário provavelmente esteve associado com a Edícula Caprária, e por conseguinte ambos deveriam estar situados próximo ao Pântano da Cabra, uma localidade do Campo de Marte posteriormente ocupada pelo Panteão, no qual o rei Rômulo, segundo a mitologia, seria alçado aos céus.